# 園藝療法
園藝療法（或園藝治療）是一種輔助治療專業，旨在通過園藝活動，發揮植物的療癒力量，為各類有需要人士帶來身心效益。在園藝治療師的引導之下，服務對象藉由實際接觸和運用園藝材料，維護美化植物或盆栽和庭園，從而達至預定的治療目標，例如紓解壓力、復健心靈、促進社交、情緒、小肌肉訓練、認知訓練、專注力恢復、精神健康等等好處。
目前園藝療法運用在一般療育和復健醫學方面，例如精神病院、教養機構、老人和兒童中心、勒戒中心、醫療院所或社區。一般大眾皆可學習此種療法，但必須完成相關課程和累積指定的實習時數，才能取得正式園藝治療師認證執照。

## 起源和發展
很多國家和民族自古以來都認為特定的自然環境有益於身心健康。古埃及、古希臘和古羅馬時期，都有醫生將在花園散步、接觸陽光、新鮮空氣和植物等治療某些心理疾病。
18世紀初，蘇格蘭的戈雷卡迪博士首先對精神病患者施以園藝栽培訓練。1792年，約克收容所讓精神病患者與兔子、雞等進行玩耍並從事園藝工作，作為治療的一種方式。隨後法國、西班牙的醫院也相繼採用園藝療法幫助精神病患者康復。 1812年美國賓州大學精神病學專家本傑明·拉什發現園藝勞作對燥症病人有治療效果。1817年，費城Friend醫院将園藝活動導入治療中，在1879年建立了大型温室，并在其中进行各种園藝療法。1940年代－1950年代，美國引進這種療法輔助退役軍人。1973年，美國園藝治療協會成立。

## 操作方法
- 感知和感受：觸覺、味覺、聽覺、視覺、嗅覺。
- 運動和活動：實際動手照顧植物或做園藝設計的過程。[11]

## 資料來源

### 書目
- 《台灣流園藝治療》，作者：沈瑞琳，2024麥浩斯出版，ISBN13：9786267558287
- 《綠色療癒力》，作者：沈瑞琳，2010麥浩斯出版，ISBN 978-986-6322-73-0
- 《綠色療癒力》，作者：沈瑞琳，2013麥浩斯出版，ISBN 978-986-5802-01-1
- 《園藝治療香草療癒你我他》，作者：沈瑞琳，2018麥浩斯出版，ISBN：9789864083183
- 《加齡的自然療癒力》，作者：沈瑞琳，2021聯經出版，ISBN：9789570857979
- 《園藝治療 - 種出身心好健康》，作者：馮婉儀，2014年明窗出版社出版，ISBN 978-988-8287-19-2
- 《植物的療癒力量：園藝治療實作指南》，作者：米契爾‧修森 Mitchell L. Hewson，2009 心靈工坊出版，ISBN 978-986-6782-57-2
- 《園藝治療 - 種出身心好健康》，作者：馮婉儀，2014年明窗出版社出版，ISBN 978-988-8287-19-2
- 《植物的療癒力量：園藝治療實作指南》，作者：米契爾‧修森 Mitchell L. Hewson，2009 心靈工坊出版，ISBN 978-986-6782-57-2